# Malouetia amazonica
Malouetia amazonica là một loài thực vật có hoa trong họ La bố ma. Loài này được M.E.Endress mô tả khoa học đầu tiên năm 2004.